# Calais Campbell
Pour les articles homonymes, voir Campbell.
(en) Statistiques sur pro-football-reference
Calais Malik Campbell, né le 1er septembre 1986 à Denver, est un joueur américain de football américain. Il joue actuellement avec les Dolphins de Miami au poste de defensive end.

## Biographie

### Carrière universitaire
Il s'engage à l'Université de Miami dès la saison 2004 et joue pour l'équipe de football américain des Hurricanes en tant que lineman défensif. Recevant le staut de redshirt en 2004, il fait ses débuts sur le terrain en 2005. À sa deuxième saison, en 2006, il réussit un total de 55 plaquages, dont 38 réalisés seul, et 10,5 sacks. Il est nommé dans la première équipe All-ACC à l'issue de la saison.

### Carrière professionnelle
Après trois saisons à Miami, il se déclare éligible à la draft 2008 de la NFL. Il est sélectionné au deuxième tour, au 50e rang, par les Cardinals de l'Arizona.
En mars 2017, il accepte une entente avec les Jaguars de Jacksonville pour 4 ans et un montant de 60 millions de dollars, qui inclut 30 millions garantis.
Le 10 septembre 2017, à son premier match avec les Jaguars, il bat le record d'équipe du plus de sacks en un match, avec quatre sacks réalisés. Durant la saison, la défensive des Jaguars figure parmi les plus dominantes dans la ligue, notamment au niveau des sacks, et hérite du surnom de Sacksonville. Il termine la saison avec 14,5 sacks subis sur les quarterbacks adverses, un record d'équipe, et est sélectionné au Pro Bowl pour la troisième fois de sa carrière.